# Carin Mannheimer
Carin Mannheimer, folkbokförd Karin Birgitta Mannheimer, ogift Jacobson, född 17 augusti 1934 i Osby församling i Kristianstads län, död 11 juli 2014 i Göteborg, var en svensk regissör, manusförfattare och författare. Hon var känd för TV-serier som Svenska hjärtan, Solbacken och Saltön.

## Biografi
Carin Mannheimer var dotter till inköpschefen Robert Jacobson och Ruth, ogift Forsberg. Efter akademiska studier i Lund blev hon filosofie kandidat 1955 och filosofie magister 1957. Hon var litteraturkritiker vid Göteborgs Handels- och Sjöfartstidning 1963–1967, litteratur- och teaterkritiker för Arbetet 1967–1969, redaktör och TV-producent vid Sveriges radio från 1967, regissör från 1971 och chef för teateravdelningen på Sveriges Television i Göteborg 1979–1982.
Mannheimer fick stor uppmärksamhet för sin bok Rapport om kvinnor (1969, ny upplaga 1974). Hon tilldelades ABF:s litteraturpris 1973. Därefter gjorde hon sig mest känd som skapare av samhällsrealistiska TV-serier. Hon skildrade bland annat skolan i Lära för livet (1977), för vilken hon fick Stora journalistpriset, och äldrevården i Solbacken: Avd. E (2003). En annan TV-klassiker som Mannheimer både skrev och regisserade är TV-serien Svenska hjärtan, som sändes i fyra säsonger mellan 1987 och 1998 och utspelade sig i ett idylliskt radhusområde utanför Göteborg. 
Under vinjetten "Mamma Carins boktips" medverkade hon under flera år i radioprogrammet Mannheimer & Tengby om söndagsmorgnarna där dottern Anna Mannheimer var programledare tillsammans med Tomas Tengby. År 2010 fick hon Piratenpriset och 2011 utsågs hon till hedersdoktor vid Sahlgrenska akademin, Göteborgs universitet för att hon "visat på kunskapen om den åldrande människan och uppmärksammat vikten av en god vård där individen är i fokus".
Carin Mannheimer var 1957–1977 gift med politikern Sören Mannheimer (1934–2016) och fick med honom två barn, sonen Joakim Mannheimer (1959–2006) och dottern Anna Mannheimer (född 1963). Därefter var hon 1980–1990 gift med civilekonom Gunnar Hanson (född 1951).
Hon ligger begravd på Osby kyrkogård liksom sonen Joakim Mannheimer. 
2019 tillkännagav Skånetrafiken namn på nya pågatåg. Ett av namnen var Carin Mannheimer. Mångmiljonarvet från Carin Mannheimer gick bland annat till att skapa Carin Mannheimers minnesfond.

## Regi i urval
- 1972 – Dela lika (TV-serie)
- 1974 – Förr visste jag precis (TV-serie)
- 1975 – Klassträffen (TV-film)
- 1977 – Lära för livet (TV-serie)
- 1981 – Pappa och himlen (TV-film)
- 1982 – Flickan som inte kunde säga nej (TV-film)
- 1984 – Tryggare kan ingen vara ... (TV-serie)
- 1987 – Svenska hjärtan (TV-serie)
- 1997 – Rika barn leka bäst
- 2001 – Fru Marianne
- 2003 – Solbacken: Avd. E
- 2005 – Saltön
- 2013 – I sista minuten

### Filmmanus i urval
- 1981 – Pappa och himlen
- 1984 – Tryggare kan ingen vara ...
- 2001 – Fru Marianne
- 2005 – Saltön

## Teater

### Regi
| År   | Produktion       | Upphovsmän       | Teater                |
| ---- | ---------------- | ---------------- | --------------------- |
| 1976 | Tribadernas natt | Per Olov Enquist | Göteborgs stadsteater |
| 2008 | Sista dansen     | Carin Mannheimer | Göteborgs stadsteater |

## Utmärkelser och priser
- H. M. Konungens medalj i guld av 8:e storleken med Serafimerordens band (Kon:sGM8mserafb, 2009) framstående konstnärliga insatser som manusförfattare och regissör[11]
- Medicine hedersdoktor vid Sahlgrenska akademin, Göteborgs universitet (med.dr. h.c., 2011)[12]
- Längmanska kulturfondens stora pris, 2013[13]

- ABF:s litteratur- & konststipendium,  1973
- Piratenpriset,  2010
- Honoris causa,  2011
- Stora journalistpriset

[Redigera Wikidata]